# Egon Franke (escrime)
Pour les articles homonymes, voir Egon Franke.
Egon Johann Franke, né le 23 octobre 1935 à Gliwice et mort le 30 mars 2022, à Turin en Italie, est un escrimeur polonais pratiquant le fleuret. Il a remporté le titre olympique au fleuret lors des Jeux olympiques d'été de 1964 à Tokyo.
Egon Franke a la particularité d’avoir tiré lors des championnats du monde de 1962 à Buenos Aires à deux armes différentes, le fleuret et le sabre. Autant le phénomène était fréquent avant la Seconde Guerre mondiale, autant il est devenu extrêmement rare depuis. Egon Franke a ainsi fait partie de l’équipe championne du monde de sabre tout en étant fleurettiste.
Après sa carrière de tireur, Egon Franke est devenu maître d'armes. Il a été l’entraineur de l’équipe nationale polonaise de fleuret féminin. Il émigre ensuite en Italie. Il devient le maître d’armes du club de Turin. 
Il est marié à l'escrimeuse Elżbieta Franke.

## Palmarès
- Jeux olympiques
  -  Médaille d'or au fleuret individuel aux Jeux olympiques de 1964 à Tokyo
  -  Médaille d'argent au fleuret par équipe aux Jeux olympiques de 1964 à Tokyo.
  -  Médaille de bronze au fleuret par équipe aux Jeux olympiques de 1968 à Mexico

- Championnats du monde
  -  Médaille d'or au sabre par équipes aux championnats du monde de 1962 à Buenos Aires
  -  Médaillé d'argent au fleuret par équipes aux championnats du monde de 1963 à Gdansk
  -  Médaillé d'argent au fleuret par équipes aux championnats du monde de 1965 à Paris
  -  Médaillé de bronze au fleuret individuel aux championnats du monde de 1963 à Gdansk
  -  Médaillé de bronze au fleuret par équipes aux championnats du monde de 1961 à Turin
  -  Médaillé de bronze au fleuret par équipes aux championnats du monde de 1962 à Buenos Aires
  -  Médaillé de bronze au fleuret par équipes aux championnats du monde de 1966 à Moscou
  -  Médaillé de bronze au fleuret par équipes aux championnats du monde de 1967 à Montréal

- Championnats de Pologne
  -  Médaille d'or au fleuret individuel aux championnats de Pologne 1962